# Светла Димитрова
Светла Стефанова Димитрова е българска атлетка, която започва да се състезава на хептатлон (седмобой), а по-късно става атлетка на къси разстояния с препятствия.
На световното първенство в Атина през 1997 г. тя завършва на второ място само на 0,08 секунди зад състезаващата се за Швеция Людмила Енквист.
Сред многото прославени български лекоатлети-мъже и жени, Светла Димитрова е единствената с две европейски титли на открито.
Димитрова участва във втория сезон на „Сървайвър БГ: Експедиция Робинзон]]“. Завършва на второ място.